# モンドセレクション
モンドセレクション（Monde Selection）は、食品、飲料、化粧品、ダイエット、健康食品、水道水まで幅広い商品の技術的水準を審査するベルギーにある民間企業である。また、与えられるラベルの事。参加費用を支払い、評論家の審査を受け、モンドセレクションよりラベルが与えられる。1961年にベルギー経済省やECの支援を受け、ブリュッセル郊外に設立された。

## 審査対象商品

### 品質ワールドセレクション：（コンクールスタイルではない）
食品分野
- 蒸留酒、リキュール（Spirits & Liqueurs）
- ビール、その他の飲料（Beers & Other Beverages）
- 食品（Food Products）
- 菓子（Sweets Products）
- 穀類製品（Cereal based Products）

非食品分野
- 化粧品、トイレタリー（Cosmetic & Toiletries）
- ダイエット、健康（diet & health)
- 水道水

### ワインコンテスト（コンクールスタイル）
- ワイン（Wine Contest）

## 認証

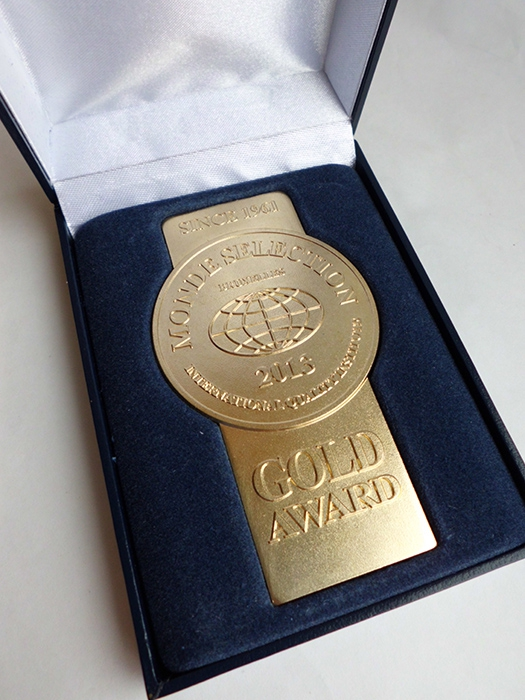
モンドセレクションのゴールドメダル

出品者からモンドセレクションに送付された商品に対し、評論家などが審査を行う。審査基準は「味覚」「衛生」「パッケージに記載されている成分などが正しいか」「原材料」「消費者への情報提供」等の各項目の点数を加算し総合得点によって各カテゴリごとに優秀品質最高金賞、優秀品質金賞、優秀品質銀賞、優秀品質銅賞が授与される。
- 100点満点の90点以上で優秀品質最高金賞（グランドゴールドメダル）
- 80点以上で優秀品質金賞（ゴールドメダル）
- 70点以上で優秀品質銀賞（シルバーメダル）
- 60点以上で優秀品質銅賞（ブロンズメダル）

モンドセレクションによる以下のトロフィーの授与:
- 25周年記念トロフィー：優秀品質賞を25年間連続達成した企業に与えられる。
- クリスタル・プレステージ・トロフィー：優秀品質賞を10年間連続達成した企業に与えられる。
- インターナショナル・ハイクオリティー・トロフィー：高水準の優秀品質賞（金賞または最高金賞）を3年連続達成した商品に与えられる。

本認証はコンクールスタイルを用いているものではない。相対評価ではなく絶対評価を用いているため、定められた技術水準を満たした商品には全て認証が与えられる。モンドセレクションは国際的な知名度はないが、日本国内での知名度は高い。2008年の日経MJによると、審査対象品の5割が日本からの出品であり、うち8割が入賞している。
2017年は、2965製品中420製品が最高金賞、1368製品が金賞と過半数が金賞以上に認証されており、90％以上の2691製品が銅賞以上に認証されているため、90％以上が何らかの賞を受け取れるのは多すぎるのではないかと2017年にテレビ東京のワールドビジネスサテライトが報道した。翌年2018年の授賞式の場で、ワールドビジネスサテライトがモンドセレクションの審査委員長に直接質問したところ、審査委員長は「例えば酒なら日本から質の高い上位2 - 3％の大吟醸が応募されてくる。」として問題ないとの見解を示した。

## 審査の透明性
2017年まで製品の評価のスコアが非公開で、受賞の理由が不明確だったことも、審査の正しさに疑問を持たれた一因だが、ワールドビジネスサテライトの報道もきっかけに、2018年から審査の透明性を高めるため、初めて“評価シート”が導入され、味や香りなど項目ごとに獲得したスコアが明示され、企業に配布されるようになった。
2024年、鮮度が必要な生菓子などを審査するために審査団が来日し、ベルギー大使館において審査が行われた。これを日本テレビで放送されたバラエティ番組『ブラックボックス』（2024年2月18日、14:00放送）が取材し、モンドセレクション審査会場に初めてカメラが入った。モンドセレクションの責任者によると、金賞の受賞が目立つように見えるのは、銅賞や銀賞を受賞した企業はそれをパッケージに表示しないことが多いのと、また「日本の製品は高品質で素晴らしい」からとのこと。「お金を払えばだれでも金賞を受賞できる」「適当な審査をしている」などの誤解が世間に広まっているが、実際には、初出店で金賞を受賞できるのは20%-30%で、特に最高金賞を受賞できるのは数%程度とのこと。出品や受賞のハードルは高く、そのため出品の代行や受賞のためのコンサルティングなどを行う「公認エージェント」が存在することも紹介された。

## マーケティング
認証を得た商品のパッケージには認証メダルを受賞マークとして表示することができる。これにより一定の技術水準に達していることを消費者にアピールし、売り上げを大幅に伸ばした例もある。また日本では審査用書類作成やサンプル商品の輸送など、出品をサポートする提供業者も存在する。
2008年現在、認証を受けた日本の商品のうち地方の中小企業によるものが増えてきており、自社商品のPRとして活用している面もある。受賞マークの使用期限は3年間であるが、インターナショナル・ハイクオリティー・トロフィーは授賞年度が記載されている事が条件のうえ、使用期限はない。主な審査基準内容はパンフレットに発表されておりその内容は毎年多少の見直しが行われている。認証発行数（受賞者数）は公式発表されており、認証された企業は正確な評価ポイントを書面で知らされ、授賞式に参加すると審査員に直接アドバイスももらえる。
2008年現在、日本で開催されている食品の展示会「フーデックス」にモンドセレクションも参加をしている。
2018年現在、中国や台湾など日本以外のアジア圏からの応募が増えている。

## 主な受賞製品
日本では1966年に日清製菓の「バターココナツ」が第5回モンドセレクションでゴールドメダルを獲得し、パッケージにメダルのデザインを表示して宣伝したことから一躍有名になった。日本のメーカーが世界のコンテストで金賞を受賞したことはとてつもない大殊勲とみなされ、これ以後、日本のメーカーがこぞってモンドセレクションに挑み、競合メーカーに先んじて金賞を受賞し、自社の技術が国際的に優れているという宣伝に利用した。外資が寡占する1982年当時の日本のインスタントコーヒー市場に「モンドセレクション」を武器に参入したUCC上島珈琲が典型だが、1980年代までは日本メーカーと外国メーカーに品質の大きな隔たりがあり、また現在は品質に疑いようもない大手メーカーの定番製品でも発売当時は弱小メーカーの無名の新製品であり、「モンドセレクション」を宣伝に使って大手に成り上がったメーカーは多い。大手メーカーの技術向上が進んだ1980年代以降になるとローカルメーカーからの出展・受賞も目立つようになる。
- 1962年、江崎グリコ「アーモンドチョコレート」（1958年発売）が第1回モンドセレクションで銀賞受賞。しかし、当時のグリコは「モンドセレクション」の名称すら知らず、何か海外のオリンピック的なコンクールで優勝したと思い込んだため（メダルにはちゃんと「MONDE SELECTION」と書いてあるが、フランス語が読めなかったようだ）、「アーモンドチョコレート」のパッケージに印刷されたモンドセレクションのメダルに「世界チョコレートオリンピックナッツ部門1位」と併記し、「世界で優勝」として宣伝した。「アーモンドチョコレート」はグリコ初のチョコレート製品であったが、この宣伝によって売り上げが大きく伸び、この成功を足掛かりとしてグリコはチョコレートに本格参入する。ただし、宣伝に誇大広告とみられる点があったため、『実業之世界』誌がグリコに取材したところ、出品勧誘に応じて応募したら、当地の在外公館、日本の外務省を通じてグリコにその受賞が知らされたと返答され、グリコも詳細をよく知らないことが判明。そのため、さらに外務省に取材したところ、外務省から「第1回チョコレート製品国際コンクール」だと返答され、やはり詳細がよく解らなかった[13]。グリコが「モンドセレクション」に関していつ気が付いたのかは不明だが、1967年頃まで「グリコのおっさんのマーク」と「モンドセレクションのメダル」が並んで登場する「世界チョコレートオリンピック」の宣伝が使われた。

- 1966年、日清製菓の「バターココナツ」（1966年発売）が金賞受賞。日清製菓の新製品「バターココナツ」は、モンドセレクションのメダルをパッケージに印刷して宣伝することで大ヒットし、日清製菓の主力商品となった。売れに売れ、ピーク時には年間80億円の売り上げがあったという。これにより、日本人は「モンドセレクション」の存在と、その宣伝力と、グリコアーモンドチョコレートのパッケージのメダルが実は「世界チョコレートオリンピック」ではなく「モンドセレクション」だったことを知ることになる。

- 1967年、サントリーの「サントリーブランデー」が金賞を受賞。

- 1969年、三立製菓の「源氏パイ」が金賞を受賞。

- 1976年、ロッテの「マザービスケット」が金賞を受賞。

- 1981年、UCC上島珈琲の「UCC缶コーヒー」がコーヒー部門で日本のコーヒーとして初めて金賞を受賞し、缶にメダルが付いた（3代目パッケージの時代）。以後、UCCの缶コーヒーは5年連続で金賞を受賞し、最終的に缶コーヒーのパッケージにも「5年連続受賞」と書かれた（4代目パッケージの時代）。この缶は、UCCが設立した「UCCコーヒー博物館」にも展示されている。また、「UCCインスタントコーヒー」も金賞を受賞。当時の日本のインスタントコーヒー市場はネッスル日本（現・ネスレ日本）とゼネラルフーズ（現・味の素AGF）という外資2社が市場の9割以上を握っており、国内メーカーは全く対抗できていなかったが、「モンドセレクション」を武器に1982年にインスタント市場に参入したUCCはこの市場に食い込むことに成功した。

- 1981年、ロッテのアイス「イタリアーノ」が19回モンドセレクションでアイスクリームとしては初めて金賞を受賞。

- 1982年、日東紅茶の「フレバリーティー」が紅茶では世界初の金賞を受賞。当時の日東紅茶のブランド力は外資のリプトンやトワイニングとは比較にならなかったため、「モンドセレクション」を盛んに宣伝に使用してイメージアップを図った。

- 1985年、泡盛「紺碧7」が金賞を受賞。宮崎の焼酎が過去に銀賞どまりだった中、沖縄の泡盛が初出展で金賞を受賞したことで地元では盛大な祝賀会が催された[14]。

- 1988年、ロッテの「チョコパイ」（1983年発売）が金賞を受賞。のちにロッテの定番商品となるが、発売当時は「半生菓子」の市場を切り開いたロッテの成長を象徴する大型商品だった。

- 1995年、佐賀市のローカル銘菓「さが錦」が金賞受賞。その効果は非常に大きく、売り上げが跳ね上がったらしい[15]。

- 2005年、サントリーのザ・プレミアム・モルツ（2003年発売。以下プレモル略）が最高金賞を受賞。以後、2007年まで3年連続受賞し、矢沢永吉を起用したテレビCMでも3年連続受賞をアピールした。当時は低価格帯の「第三のビール」ブームの反動から、各社とも高価格帯のプレミアムビールを投入し、宣伝に力を入れていた時期であり、サントリーはプレモルをモンドセレクション受賞の実績を利用して「ビールは再び、うまさへ」「最高金賞のうまさ」とCMでアピールした。サントリー以外のメーカーが投入したプレミアムビールは、それまで日本のプレミアムビールを寡占していたサッポロのヱビスビールに対抗できずにすぐに販売終了となったが、プレモルは「モンドセレクション最高金賞」のCMのおかげで売り上げが跳ね上がり、発売から5年目となる2008年にプレモルがヱビスのシェアを抜き、さらにサントリーのビール部門は2008年に設立55年ぶりとなる悲願の黒字化を果たした。

- 2011年、大阪市が水道水をペットボトルに詰めた「ほんまや」で金賞を受賞。大阪市の水道水は臭くてまずいというイメージがあり、これによりイメージアップを図った（ただしペットボトル事業は赤字であり、2012年に「ほんまや」の販売終了）。以後、水道水のイメージアップを図ろうとする各自治体が続き、2012年には富山市の「とやまの水」と和歌山県串本町の「なんたん水」が出品し、金賞を受賞（前述の通りモンドセレクションは「絶対評価」であるため、「水道水」としての基準を満たしていれば評価される）。

## 参加費用
審査料は食品部門であれば1製品につき1,150ユーロ、3製品以上ならば3製品目からは1製品につき1,050ユーロの割引価格が適用される。

## 開催地
授賞式は例年6月ヨーロッパ各地を巡回して行われている。
- 1961: 会社設立  ベルギー

| 開催回数   | 開催年 | 開催国         | 開催都市         |
| ---------- | ------ | -------------- | ---------------- |
| 1          | 1962年 | ベルギー       | −                |
| 2          | 1963年 | フランス       | −                |
| 3          | 1964年 | フランス       | −                |
| 4          | 1965年 | ルクセンブルク | −                |
| 5          | 1966年 | ベルギー       | −                |
| 6          | 1967年 | フランス       | −                |
| 7          | 1968年 | フランス       | −                |
| 8          | 1969年 | イギリス       | −                |
| 9          | 1970年 | オランダ       | −                |
| 10         | 1971年 | ベルギー       | −                |
| 11         | 1972年 | スイス         | −                |
| 12         | 1973年 | フランス       | −                |
| 13         | 1974年 | ベルギー       | −                |
| 14         | 1975年 | オランダ       | −                |
| 15         | 1976年 | イギリス       | −                |
| 16         | 1977年 | ルクセンブルク | −                |
| 17         | 1978年 | スイス         | −                |
| 18         | 1979年 | フランス       | −                |
| 19         | 1980年 | オーストリア   | −                |
| 20         | 1981年 | オランダ       | −                |
| 21         | 1982年 | イギリス       | −                |
| 22         | 1983年 | イタリア       | −                |
| 23         | 1984年 | スペイン       | −                |
| 24         | 1985年 | ポルトガル     | −                |
| 25         | 1986年 | スイス         | −                |
| 26         | 1987年 | ベルギー       | −                |
| 27         | 1988年 | ギリシャ       | −                |
| 28         | 1989年 | イギリス       | −                |
| 29         | 1990年 | ルクセンブルク | ルクセンブルク   |
| 30         | 1991年 | スペイン       | バルセロナ       |
| 31         | 1992年 | オランダ       | アムステルダム   |
| 32         | 1993年 | ベルギー       | ブリュッセル     |
| 33         | 1994年 | フランス       | パリ             |
| 34         | 1995年 | イタリア       | ローマ           |
| 35         | 1996年 | ポルトガル     | リスボン         |
| 36         | 1997年 | ベルギー       | ブリュッセル     |
| 37         | 1998年 | ハンガリー     | ブダペスト       |
| 38         | 1999年 | ベルギー       | ブリュッセル     |
| 39         | 2000年 | ルクセンブルク | ルクセンブルク   |
| 40         | 2001年 | ポルトガル     | リスボン         |
| 41         | 2002年 | フランス       | パリ             |
| 42         | 2003年 | ベルギー       | ブリュッセル     |
| 43         | 2004年 | オランダ       | アムステルダム   |
| 44         | 2005年 | ベルギー       | ブリュッセル     |
| 45         | 2006年 | チェコ         | プラハ           |
| 46         | 2007年 | スペイン       | バルセロナ       |
| 47         | 2008年 | オーストリア   | ウィーン         |
| 48         | 2009年 | イタリア       | ヴェネツィア     |
| 49         | 2010年 | ドイツ         | ヴィースバーデン |
| 50         | 2011年 | ベルギー       | ブリュッセル     |
| 51         | 2012年 | ギリシャ       | アテネ           |
| 52         | 2013年 | スウェーデン   | ストックホルム   |
| 53         | 2014年 | フランス       | ボルドー         |
| 54         | 2015年 | ポルトガル     | リスボン         |
| 55         | 2016年 | ハンガリー     | ブダペスト       |
| 56         | 2017年 | マルタ         | バレッタ         |
| 57         | 2018年 | スペイン       | バレンシア       |
| 58         | 2019年 | イタリア       | ローマ           |
| 59（中止） | 2020年 | ドイツ         | ミュンヘン       |
| 60（中止） | 2021年 | ベルギー       | ブリュッセル     |
| 61（中止） | 2022年 | ベルギー       | ブリュッセル     |
| 62         | 2023年 | ベルギー       | ブリュッセル     |
| 63         | 2024年 | オーストリア   | ウィーン         |
| 64（予定） | 2025年 | チェコ         | プラハ           |